# SMS Szigetvár
SMS Szigetvár – austro-węgierski krążownik pancernopokładowy z końca XIX wieku. Trzecia jednostka typu Zenta. Przetrwał I wojnę światową. W 1918 roku rozbrojony. Pełnił rolę pływających koszar i okrętu-celu w szkole broni torpedowej. Przekazany Wielkiej Brytanii jako część austro-węgierskich reparacji wojennych. W 1920 roku sprzedany włoskiej stoczni złomowej.
Nazwa upamiętniała obronę twierdzy Szigetvár przez bana Chorwacji Nikolę Zrinskiego w 1566 roku.
Okręt uczestniczył w I wojnie światowej. Brał udział m.in. w pierwszej akcji bojowej floty austro-węgierskiej, jakim było ostrzeliwanie radiostacji i linii kolejowej w okolicach Antivari (ob. Bar) w Czarnogórze 8 sierpnia 1914 r., a następnie w sierpniu prowadził blokadę Czarnogóry i brał udział w ostrzeliwaniu czarnogórskich baterii nad bazą floty Zatoce Kotorskiej.